# Аккала (Ариська міська адміністрація)
Аккала́ (каз. Аққала) — село у складі Ариської міської адміністрації Туркестанської області Казахстану. Входить до складу Жиделинського сільського округу.
Населення — 869 осіб (2021; 888 у 2009, 802 у 1999, 387 у 1989).